# Chi & The Gang
Chi & The Gang war ein Hersteller von Automobilen aus der Republik China (Taiwan).

## Unternehmensgeschichte
Andy Huant leitete das Unternehmen mit Sitz in Tainan. 1994 begann die Produktion von Automobilen und Kit Cars.  Der Markenname lautete Chi & The Gang.  1995 endete die Produktion.  Anderen Quellen geben den Produktionszeitraum mit 1994 bis 1994 oder mit 1990er Jahre an.

## Fahrzeuge
Das einzige Modell war der R 390 Spyder. Dies war ein Sportwagen mit einer gewissen Ähnlichkeit zu Modellen von Ferrari. Die offene Karosserie bestand wahlweise aus Fiberglas oder Karbonfiber. Die Basis bildete ein Spaceframe-Rahmen. Verschiedene Motoren von Cosworth mit 2 Liter Hubraum bis zum V8-Motor von Chevrolet mit 5700 cm³ Hubraum und 500 PS Leistung trieben die Fahrzeuge an.